# X (forskningsinstitut)
X Development LLC., tidigare Google X, är ett amerikanskt forskningsinstitut som forskar inom områdena artificiell intelligens, artificiell neurovetenskap, bioteknik och sjukvård. Forskningsinstitutet grundades 2010 av Google-grundarna Sergey Brin och Larry Page samt den tyske ingenjören Sebastian Thrun. De projekt som är kända som de utvecklar är förarlösa bilar, artificiella nätverk för taligenkänning och datorseende, långvariga batterier för smarttelefoner, distributionssystem via drönare, flygande energikällor och ett projekt som ska underlätta internetåtkomst på landsbygd och i utvecklingsländer via stratosfärballonger. De har tidigare utvecklat Google Glass och inledningsvis kontaktlinser som mäter kontinuerligt blodsockervärdena hos diabetiker, det projektet har övertagits av Verily (tidigare Google Life Sciences).
Sedan grundandet av forskningsinstitutet har de förvärvat flera företag inom bland annat förnybar energi och robotik.
De projekt som X officiellt har skrotat är levitationsbräda för persontransport (hoverboard), jetpack, rymdhiss och teleportering.